# Alchemilla holstii
Alchemilla holstii é uma espécie de rosácea do gênero Alchemilla, pertencente à família Rosaceae.